# Devil Dogs of the Air
Devil Dogs of the Air (també coneguda com Flying Marines) és una pel·lícula de la Warner Bros. de 1935, dirigida per Lloyd Bacon i protagonitzada per James Cagney i Pat O'Brien, interpretant papers similars com a amics després de fer-ho Here Comes the Navy. La pel·lícula va ser la segona de les nou interpretacions que Cagney i O'Brien van fer junts. La història de la pel·lícula va ser adaptada d'una novel·la de John Monk Saunders.

## Argument
El tinent Bill Brannigan s'assabenta que el seu amic i gran pilot Thomas Jefferson "Tommy" O'Toole, l'autoanomenat "l'aviador més gran del món", s'uneix al programa d'entrenament de l'USMC. O'Toole arriba a San Diego i ràpidament comença un interès amorós per la Betty Roberts, de la qual Brannigan està enamorat.
Tot i que no té un temperament adequat per a l'exèrcit, en Tommy completa l'entrenament inicial. Després de sobreviure a un accident, finalment s'adona que està disposat a canviar.
En Bill és assignat com el seu instructor, i en el primer vol junts, quan en Tommy comença a fer un vol d'acrobàcies, han d'abandonar l'avió perquè s'incendia. En Bill surt, però en Tommy desafia les ordres i aterra l'avió, convertint-se en un heroi. En Tommy fa el seu primer vol en solitari a la perfecció i després demana a la Betty que assisteixi a la festa de vol en solitari amb ell.
Després d'una competició amb el seu amic Brannigan volant junts, es produeix una emergència a l'aire, però és en Bill qui salva l'avió. En Tommy fa un bon aterratge i troba la Betty esperant-lo. Tot i que la seva amistat es restableix, en Bill s'adona que Tommy ha guanyat a la Betty i organitza el trasllat a una altra base.

## Repartiment
- James Cagney com Thomas Jefferson "Tommy" O'Toole
- Pat O'Brien com William R. "Bill" Brannigan
- Margaret Lindsay com Betty Roberts
- Frank McHugh com "Crash" Kelly
- John Arledge com "Mac" Macintosh
- Helen Lowell com Ma Roberts
- Robert Barrat com comandant
- Russell Hicks com capità
- William B. Davidson com ajudant del capità
- Ward Bond com Jimmy
- Bill Elliott com instructor

## Producció
El rodatge principal va començar l'1 d'octubre de 1934 a la base naval dels Estats Units a San Diego. Paul Mantz va fer les acrobàcies aèries de James Cagney.

## Recepció
Estrenada en una època de pel·lícules patriòtiques amb temes de propaganda per als preparatius de guerra, Devil Dogs of the Air va rebre una acceptació pública lleugerament agraïda. Tot i que va tenir una estrena important el 1935, la pel·lícula es va tornar a estrenar el 1941, just abans de l'entrada dels Estats Units a la Segona Guerra Mundial, trobant novament un públic receptiu. El crític Leonard Maltin va escriure "Les personalitats de Cagney i O'Brien i les bones escenes de vol d'acrobàcies són l'única gràcia salvadora". Es va considerar la millor una pel·lícula d'aviació i avui representa una mirada autèntica a l'època.

## Taquilla
Segons els registres de Warner Bros, Devil Dogs of the Air va guanyar 1.185.000 dòlars als Estats Units i 504.000 dòlars a l'estranger.